# 2008年热带风暴爱德华
热带风暴爱德华（英語：Tropical Storm Edouard）是2008年8月在路易斯安那州和德克萨斯州引发沿海和内陆轻度洪灾的一场风暴，也是2008年大西洋飓风季形成的第5个热带气旋和第5个获得命名的风暴。系统源于8月3日墨西哥湾北部的低压槽，发展成热带低气压后又逐渐增强，于8月4日升级成热带风暴并获名“爱德华”。受北向风切变影响，气旋的进一步发展一度受阻，风暴中心上空的深层对流也难以保持。不过，爱德华最终还是得以继续强化，于8月5日达到风力时速100公里的最高强度。此后不久，气旋于8月5日从德克萨斯州加尔维斯顿县吉尔克里斯特附近登陆。爱德华接下来迅速减弱，于8月6日清晨降级成热带低气压，再于6小时后退化成残留低气压区。
由于强度相对偏弱，这场风暴造成的影响很小。阿拉巴马州和佛罗里达州共有5人因离岸流丧生。路易斯安那州的密西西比河河口附近有1人因遭遇恶劣海况遇难。风暴潮和强烈的海潮共同影响，在路易斯安那州产生风暴潮和高涨的潮汐，造成沿海洪灾，其中又以卡梅伦堂区灾情严重。大风致使2000余人失去供电，另有树木和移动房屋的屋顶受损。德克萨斯州东部也因风暴潮发生沿海洪灾，特别是吉尔克里斯特情况严重，当地有至少25幢民宅受损，包括10号州际公路在内的多条主干道有部分路段封闭。暴雨还在内陆地区引发轻度洪灾，德克萨斯州36号高速公路也有部分路段封闭。强风共导致数以百计的民居受损，部分树木导致，约30万人家中停电。估计热带风暴爱德华造成的经济损失总额略超过55万美元（2008年美元）。

## 气象历史
2008年8月2日，有低压槽进入墨西哥湾北部，并在佛罗里达州阿巴拉契科拉附近发展出低气压区。系统内散布有深层对流，所在位置虽然距陆地不远，但总体环境还是有利于热带天气系统发展。受北侧从德克萨斯州一直延伸到佛罗里达州的副热带高压脊影响，系统总体向西南偏西方向前进。8月3日下午，飞入系统的飓风猎人侦察机确认其中已发展出层次分明的环流中心，只是杂乱无章的雷暴尚未将之完全包裹起来。美国国家飓风中心因此于协调世界时8月3日中午12点左右将位于密西西比河河口以南约140公里海域的系统归类为2008年大西洋飓风季的第五号热带低气压。气旋所在洋面存在北向风切变和干燥空气，气象机构因此预计其发展会受到阻碍。
8月3日晚，热带低气压内爆发出深层对流，飓风猎人侦察机测得的数据表明系统所在海域飞行高度层飞速已达每小时105公里。美国国家飓风中心于凌晨0点将低气压升级成热带风暴，并以“爱德华”（Edouard）命名。中心周围的对流当天一度出现消退，但8月5日清晨又在东侧出现短暂对流爆发。由于风切变风切变逐渐减少，这天下午中心已基本被对流包围。风暴继续组织，于8月5日中午12点达到风力时速100公里、最低气压996毫巴（百帕，29.4英寸汞柱）的最高强度。几乎就在同一时刻，爱德华从德克萨斯州加尔维斯顿县吉尔克里斯特（Gilchrist）附近的麦克法丁国家野生动物保护区。进入陆地上空后，气旋急剧减弱，于8月5日晚降级成热带低气压，然后回转向西北方向进入德克萨斯州东部上空，再于8月6日早上6点退化成残留低气压区。爱德华的残留继续向西北移动，最终于8月7日清晨在德克萨斯州北部上空消散。

## 防灾措施
气象机构因热带风暴爱德华发布多份热带气旋警告。8月3日晚21点，路易斯安那州弗米利恩堂区的因特拉科斯特尔城（Intracoastal City）到德克萨斯州卡尔霍恩县的奥康纳港（Port O'Connor）之间地区收到热带风暴观察预警。同时因特拉科斯特尔城至路易斯安那州密西西比河河口之间地区进入热带风暴警告生效状态。8月4日清晨，上文所述的热带风暴观察预警升级成飓风观察预警，热带风暴警告的生效范围也在几乎同一时间从密西西比河河口延伸到卡梅伦。8月4日上午9点，热带风暴警告的生效范围再度调整，延伸到德克萨斯州的圣路易斯海峡。飓风观察预警的生效范围也经调整，从路易斯安那州格兰德艾尔延伸到德克萨斯州马塔哥达县的萨金特（Sargent）。8月5日下午15点，热带风暴警告范围从密西西比河河口扩展到奥康纳港，然后又再度调整为圣路易斯海峡到卡梅伦。8月5日晚，所有热带气旋警告全部取消。
荷兰皇家壳牌将约40名正在墨西哥湾从事钻井作业的工作人员撤离。和雪佛龙也将墨西哥湾中部和西部石油平台上的工人疏散，不过两家公司都预计这对原油产量不会构成重大影响。陆地上还有部分炼油厂关闭，如马拉松石油在得克萨斯城开设的工厂。德克萨斯州州长里克·佩里宣布全州17个受到热带风暴爱德华威胁的县为灾区，还下令多达1200名国民警卫队员待命，并组建包含70人的搜救队，另外还准备有6架直升机和1支事故处理组，准备向灾区运送食品和饮用水。根据州长的命令，圣安东尼奥和休斯敦共有约200辆客车投入人员疏散工作。陶氏化工将位于科林县克利尔莱克（Clear Lake）和哈里斯县拉波特（La Porte）的工厂关闭。海岸警卫队要求加尔维斯顿到休斯顿地区的海运业务暂停到8月4日晚。。路易斯安那州州长鲍比·金达尔宣布全州进入紧急状态。路易斯安那州卡梅伦堂区紧急应变办公室下令居民强制撤离，县警务部门还竖起路障。

## 影响

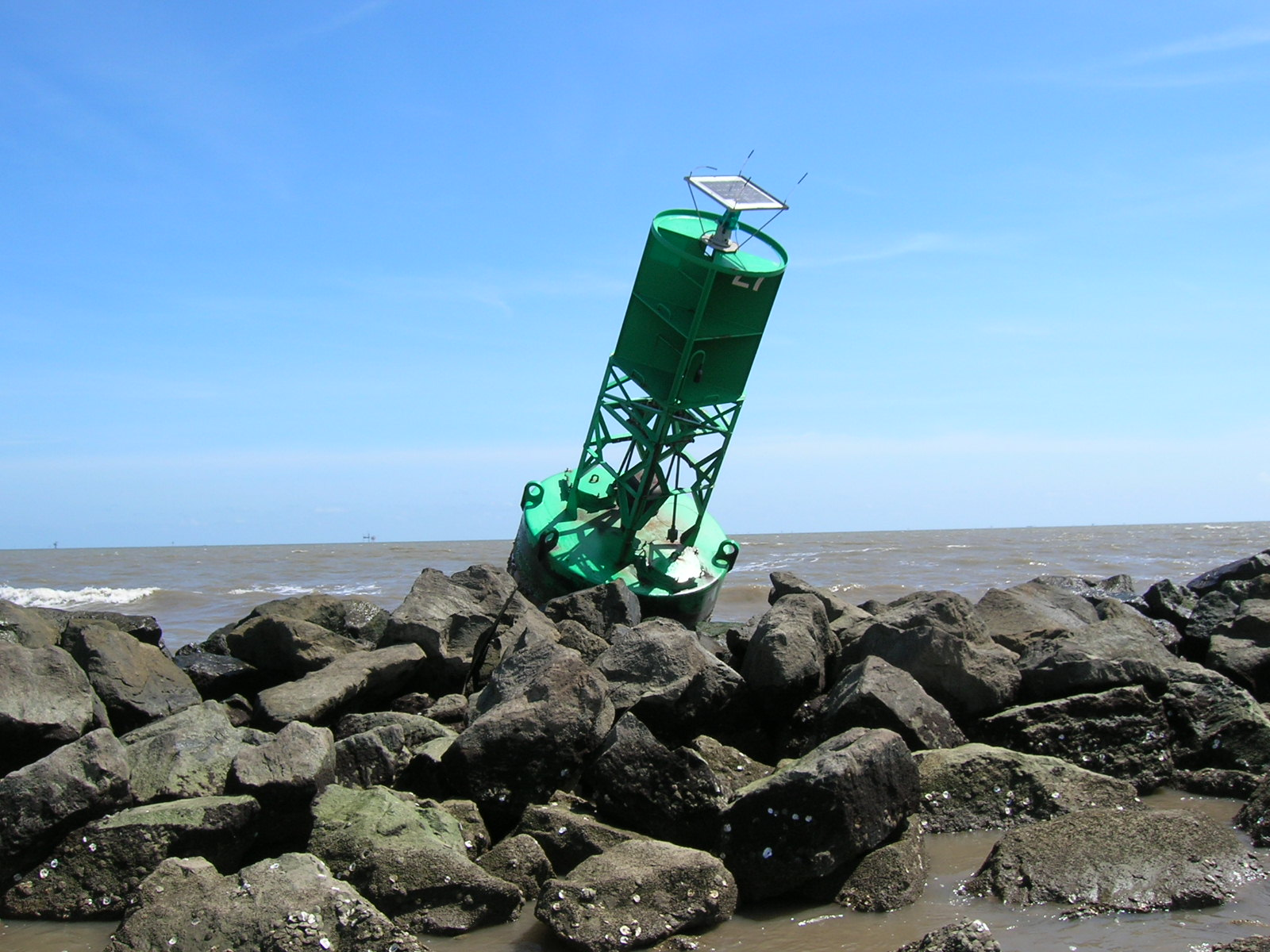
路易斯安那州卡梅伦堂区霍利海滩附近的导航浮标被风暴扯脱后搁浅

### 佛罗里达州、阿拉巴马州和路易斯安那州
佛罗里达州和阿拉巴马州共有5人因遭受离岸流丧生，其中佛罗里达州巴拿马城就有3人。路易斯安那州海岸沿线的风暴潮普遍比正常水平要高1.2至1.5米，因特拉科斯特尔城附近的潮汐还要略高一些。受风暴潮影响，路易斯安那州82号高速公路从卡梅伦堂区霍利海滩（Holly Beach）到约翰逊河口（Johnson Bayou）之间路段封闭。此外，10号州际公路也有部分路段被风暴潮淹没。潮汐引发的轻度洪灾从加尔卡休河（Calcasieu River）蔓延到莱克查尔斯，当地一间游艇俱乐部被淹。因特拉科斯特尔城的低洼地区洪水泛滥，海洋产业受到不利影响。密西西比河河口附近有一名男子因海况恶劣从捕虾船上跌落水中。
有3地测得热带风暴强度大风，其中坦巴利耶岛（Timbalier Island）为每小时74公里，加尔卡休海峡每小时87公里，马什岛（Marsh Island）每小时77公里。卡梅伦堂区、弗米利恩堂区和卡尔克苏堂区的阵风时速基本在64到97公里之间，另外加尔卡休海峡测得的阵风时速达到100公里。卡梅伦堂区的许多移动房屋因大风严重受损，许多屋顶被风刮落。狂风刮倒许多树木，还令多条输电线缆中断，导致卡梅伦堂区和卡尔克苏堂区3000余人家中停电，卡尔克苏堂区还有少量移动房屋受到轻度风害。弗米利恩堂区也有少量树木倒塌，数条电缆中断。卡梅伦堂区的哈克贝里（Hackberry）降下97毫米雨量，是全州降水最多的所在，其它地点的降雨量基本在25到76毫米之间。整个路易斯安那州共因这场风暴遭受价值约35万美元（2008年美元）的破坏。

### 德克萨斯州

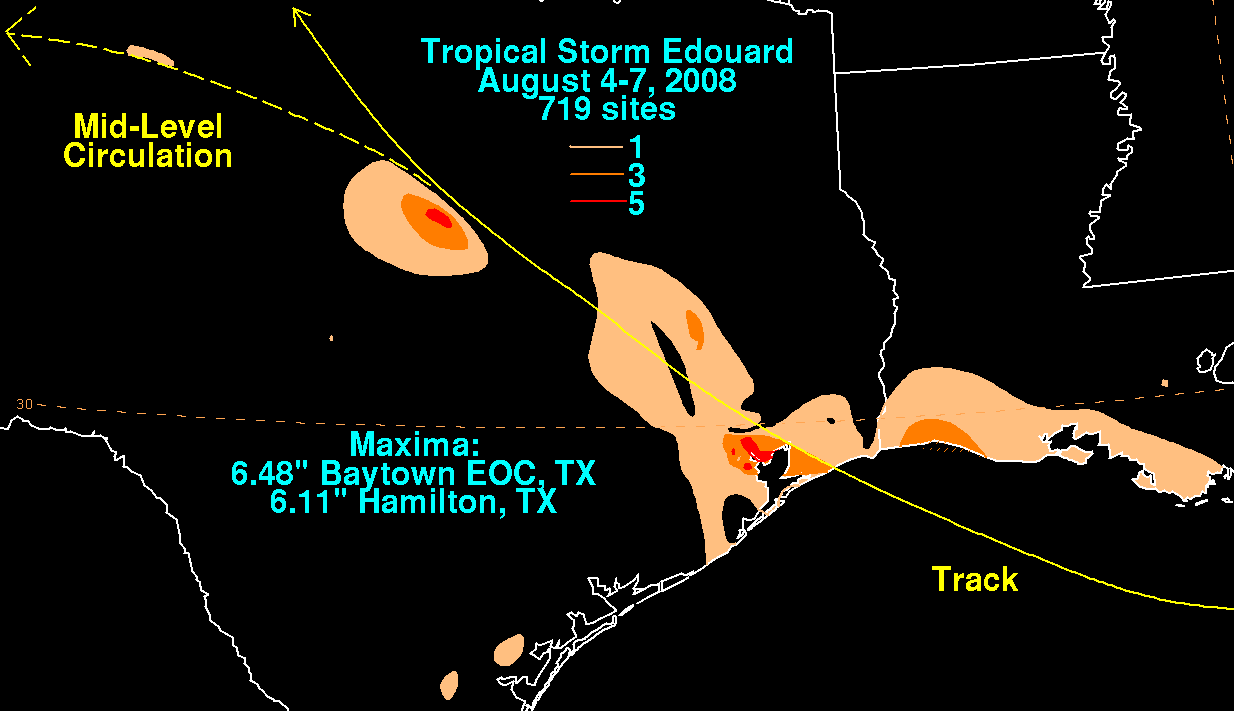
热带风暴爱德华的降水分布

休斯敦附近的贝敦降下165毫米雨量，是爱德华在德克萨斯州降水最多的地方。风暴中心行进至该州中部时爆发出雷暴活动，在汉密尔顿县县城汉密尔顿（Hamilton）附近降下155毫米雨量。受其影响，德克萨斯州36号高速公路部分路段因洪水封闭。其他地区的降雨量大多在76到127毫米间。预计强降雨有助于缓解部分地区旷日持久的旱情。多地阵风时速超过80公里，最高的超过110公里。此外，德克萨斯角还测得时速114公里的阵风。狂风致使树木倒塌，多条输电线缆中断，德克萨斯州东南部有至少30万用户失去供电，其中大部分是杰佛逊县居民。另外该州还有数百幢民房受损。
德克萨斯州海岸沿线的风暴潮在0.6至1.5米之间。海岸线受到大浪冲击。加尔维斯顿县的玻利瓦尔半岛（Bolivar Peninsula）部分沿海地区因风暴潮引发轻度洪灾，损失数额约为9万5000美元（2008年美元）。受沿海洪灾威胁，10号州际公路位于钱伯斯县境内部分路段被迫封闭，还受到价值约5000美元（2008年美元）的破坏。贝敦附近有多个车库被淹，吉尔克里斯特也有至少27户民居被淹。两套移动房屋和15幢单户住宅的积水有15厘米深，另外还有10户单户住宅的积水深度达46厘米。麦克法丁国家野生动物保护区一共受到约10万美元（2008年美元）损失。整场风暴在德克萨斯州造成的损失总额约为20万美元（2008年美元）。